# 2015-ös magyar labdarúgó-ligakupa-döntő
A 2015-ös magyar labdarúgó-ligakupa-döntő a sorozat nyolcadik és egyben utolsó döntője volt. A finálét a Debreceni VSC–TEVA és a Ferencvárosi TC csapatai játszották. A találkozóra 2015. június 3-án, a debreceni Nagyerdei stadionban került sor. A fővárosi csapat története során másodszor hódította el a trófeát. A Magyar Labdarúgó-szövetség a 2015–16-os szezonban nem írja ki ezt a kupasorozatot.

## Előzmények
Az egyik résztvevő a Debreceni VSC csapata, amely története során már háromszor szerepelt a liga-kupa döntőjében. 2009–10-ben elhódították a trófeát, a Paksi FC ellenfeleként a döntőben. Kétszer azonban alulmaradtak: 2007–08-ban a Fehérvár FC, míg 2010–11-ben a Paksi FC állta útját a debreceni alakulatnak.
A döntő másik résztvevője a Ferencvárosi TC, amely eddig egyszer szerepelt döntőben és egyből el is hódította a ligakupa-trófeát  2012–13-ban.

### Mérkőzés előtti nyilatkozatok
„A kezdetektől komolyan vettük a Ligakupát – érvelt Kondás Elemér a DVSC-Teva vezetőedzője. – Ahogyan az elődeimnél, nálam is tökéletesen illett a szakmai programba, hiszen lehetőséget adott a fiatal labdarúgóknak arra, hogy megmutathassák magukat, a sérülésből felépülőknek pedig arra, hogy újra formába lendüljenek, a bajnokikon kevesebb lehetőséget kapó labdarúgóknak pedig arra, hogy bizonyítsák, lehet rájuk számítani.”

– Kondás Elemér, a Debreceni VSC vezetőedzője.

„Bár a Ligakupa rangja kisebb, mint a Magyar Kupáé, mégiscsak egy döntőre készülünk, amelyben újabb trófeát szerezhetünk, így a célunk nem is lehet más, csakis a siker. Ráadásul ez az utolsó alkalom, hogy megrendezik a Ligakupát – több lehetőségünk nem lesz megnyerni ezt a sorozatot. Ezúttal nem mi leszünk az esélyesek, hiszen a Debrecen hazai pályán biztosan a legjobb összeállításában lép pályára, nálunk pedig sok a hiányzó. A fiatal játékosaink viszont, akik lehetőséget kapnak a finálén, biztosan meg akarják mutatni, hogy nekik is helyük van a csapatban. A Honvéd elleni visszavágón nyújtott teljesítménynél mindenképpen jobb játékra lesz szükségünk, de erre képesek is vagyunk. Szép lenne két trófeával zárni a szezont!”

– Thomas Doll, a Ferencvárosi TC vezetőedzője.

„Egy döntőt játszunk majd, nyilván mind a két csapat meg akarja nyerni a sorozat utolsó meccsét. A Ferencvárossal jó mérkőzéseket szoktunk játszani, ezúttal is erre számítok. Remélem, sok néző jön majd ki, és ezáltal a hangulat is remek lesz. Még nem tudjuk, milyen felállásban fogunk játszani, de a csapat már többször bebizonyította, hogy fiatalokkal is tud eredményeket elérni. Teljesen mindegy, milyen összeállításban játszunk, esélyünk van a győzelemre. A Fradi ellen vívhatunk egy jó mérkőzést, nem azért leszünk a pályán, hogy utolsó meccs, és gyorsan tudjuk le, majd menjünk szünetre, hanem csakis a győzelem lebeg a szemünk előtt. Ha már ideáig eljutottunk, meg kell becsülni, mert bármilyen sorozatról van szó, jó érzés megnyerni. Ellenfelünk remek idényt tudhat maga mögött, második lett a bajnokságban, megnyerte a Magyar Kupát, és bizonyára arra törekszik, hogy egy másik serleget is elhódítson. Biztos vagyok benne, nagyon komolyan veszik ők is a finálét, meg akarják nyerni, de reméljük, meg tudjuk őket ebben akadályozni.”

– Tisza Tibor, a Debreceni VSC labdarúgója.

„Rendkívül fontos számunkra a találkozó. A Ligakupa elnyerésével ugyanis megkoronázhatnánk az amúgy remek szezont. Persze nem lesz könnyű, hiszen Debrecenben rendezik a döntőt, a Loki élvezheti a hazai pálya előnyét. Azok közé tartozom, akik kedvelték a Ligakupát, sajnálom, hogy véget ér. A sorozat kiváló lehetőséget nyújtott azoknak – például nekem is –, akik a bajnoki mérkőzéseken ritkábban játszhattak, hogy megmutassák magunkat. Nagyon erős és bő a Fradi kerete, s mert tavasszal remekelt a csapat a bajnokságban, előfordult, hogy kevesebb lehetőséget kaptam, de a kupában számított rám Thomas Doll, s ez mindenképpen jót tett a lelkemnek. Nálunk is akadnak hiányzók, de akik játszunk, mindent megteszünk azért, hogy emlékezetessé tegyük az utolsó Ligakupa-döntőt. Egyértelműen győzni megyünk Debrecenbe!”

– Ugrai Roland, a Ferencvárosi TC labdarúgója.

## A döntő helyszíne
A Magyar Labdarúgó-szövetség döntése értelmében a találkozónak a Debreceni VSC otthonául is szolgáló Nagyerdei stadion adhatott otthont.

## A mérkőzés
A mérkőzés 8. percében Ugrai Roland tizenegyesével megszerezte a vezetést a Ferencváros. A játékvezető azért ítélt büntetőt, mert Vladan Čukić lábát eltalálta a 16-oson belül Berdó Péter és a vendégek középpályása látványosan esett egyet. A 15. percben nagy Loki-helyzet maradt ki: Korhut Mihály bal oldali beadását a túloldali ötös sarkáról az oldalhálóba fejelte Szécsi Márk. Ezután a Ferencváros előtt adódott lehetőség, de kimaradt, majd a túloldalon Sós Bence bal oldali beadásáról Tisza Tibor maradt le. A 32. percben megfogyatkozott a debreceni együttes, amikor Ludánszki Bence rácsúszott Gyömbér Gábor bokájára és a játékvezető azonnal kiállította. Nem látszott meg, hogy többen vannak a vendégek, kiegyenlített küzdelem folyt a pályán, de kevés helyzettel és sok szabálytalansággal.
A második félidőben Kondás Elemér már nem ülhetett a kispadra, a játékvezető a lelátóra küldte. Alig telt el két másodperc, amikor növelte előnyét a Ferencváros: Nagy Dániel szerelte az ötösnél Korhut Mihályt. Előbb eltalálta védőnk lábát, majd a labdát a hálóba lőtte. Egyre feszültebbé vált a hangulat, időnként elszabadultak az indulatok. A 73. percben aztán szépített a hazai alakulat: egy szöglet után Brković fejelt a hálóba. A Loki ezután még nagyobb fokozatra kapcsolt, a szurkolók is űzték, hajtották kedvenceiket, régen volt ilyen hangulat a lelátón. Majdnem összejött az egyenlítés, Bódi Ádám 18 méteres szabadrúgása a lécen csattant. Beszorult a Ferencváros, hiába játszott emberfölényben. Nagyon izgalmassá vált a meccs, ismét a focié lett a főszerep. A végén Rene Miheličnek volt egy nagy helyzete, de Jova Levente védett. Mindent megtett a házigazda csapat, de nem sikerült egyenlíteniük, így a Ferencváros nyerte az utolsó Liga-kupát.

„Kiváló kupamérkőzés volt, tíz emberrel is jól futballoztunk. A második gól szabálytalan volt, de nem lehet itt kritizálni senkit, mert akkor megsértődnek az emberek. Történtek nem várt események a mérkőzésen. A második félidőben nagyon akartuk a sikert. Csak gratulálni tudok a csapatnak, mert tíz emberrel is helyzeteket és veszélyes szituációkat alakítottunk ki. Mindenkivel elégedett vagyok. A Ligakupát a fiatalok kipróbálására használtuk, és azok számára, akik kevesebb játéklehetőséget kaptak a szezonban. A srácok megérdemelték volna a győzelmet..”

– Kondás Elemér, a Debreceni VSC vezetőedzője. 

„A szezon végén ez igen intenzív mérkőzés volt. Lehetett látni, hogy a Debrecen nagyon akarta a győzelmet. Örülök annak, hogy sok fiatal játszhatott, két tizenhat éves és több labdarúgó az U21-ből is. Harcoltak szívvel-lélekkel. Méltó záró mérkőzés volt.”

– Thomas Doll, a Ferencvárosi TC vezetőedzője. 

### Az összeállítások
| 2015. június 3. 19.00 |

| Debreceni VSC–TEVA                              | 1–2               | Ferencvárosi TC                                                                 |
| ----------------------------------------------- | ----------------- | ------------------------------------------------------------------------------- |
| Brković 73' Ludánszki 32′ Bódi 69' Mészáros 74' | (0–1) Jegyzőkönyv | 8' (11-esből) Ugrai 47' 88' Nagy Dániel 37' Batik 69' Csilus 75' Čukić 82' Jova |

| Nagyerdei stadion, Debrecen Nézőszám: 5 500 Játékvezető: Fábián Mihály (magyar) |

| Debrecen | Ferencváros |

| DEBRECENI VSC: |    |                  |     |     |
|                |    |                  |     |     |
| K              | 87 | Verpecz István   |     |     |
| JV             | 14 | Kuti Krisztián   |     | 60' |
| V              | 25 | Dušan Brković    |     |     |
| V              | 18 | Máté Péter       |     | 60' |
| BV             | 69 | Korhut Mihály    |     |     |
| TKP            | 10 | Rene Mihelič     |     |     |
| JSZ            | 53 | Berdó Péter      |     |     |
| KTK            | 21 | Ludánszki Bence  | 32′ |     |
| BSZ            | 15 | Sós Bence        |     | 64' |
| BCS            | 66 | Szécsi Márk      |     | 46' |
| JCS            | 44 | Tisza Tibor      |     | 46' |
| Cserék:        |    |                  |     |     |
| K              | 1  | Slakta Balázs    |     |     |
| KP             | 6  | Zsidai László    |     |     |
| KP             | 11 | Ferenczi János   |     | 64' |
| CS             | 16 | Balogh Norbert   |     | 46' |
| CS             | 17 | Mészáros Norbert | 74' | 60' |
| V              | 27 | Bódi Ádám        | 69' | 46' |
| CS             | 70 | Kulcsár Tamás    |     | 60' |
| Vezetőedző:    |    |                  |     |     |
| Kondás Elemér  |    |                  |     |     |

| FERENCVÁROSI TC: |    |                   |     |         |
|                  |    |                   |     |         |
| K                | 55 | Jova Levente      | 82' |         |
| JV               | 7  | Batik Bence       | 37' |         |
| V                | 96 | Valencsik Dávid   |     |         |
| V                | 19 | Gyömbér Gábor     |     | 40'     |
| BV               | 5  | Philipp Bönig     |     |         |
| VKP              | 30 | Vladan Čukić      | 75' |         |
| VKP              | 95 | Haris Attila      |     | 20'     |
| BKP              | 23 | Nagy Dániel       | 88' | 90+1'   |
| KP               | 87 | Zsivoczky Péter   |     | 57'     |
| JKP              | 70 | Ugrai Roland      |     |         |
| CS               | 13 | Böde Dániel       |     |         |
| Cserék:          |    |                   |     |         |
| K                | 1  | Kurucz Péter      |     |         |
| V                | 32 | Kovács Krisztián  |     | 57' 82' |
| KP               | 34 | Csilus Ádám       | 69' | 40'     |
| KP               | 67 | Lakatos István    |     | 82'     |
| V                | 83 | Kárász Krisztián  |     | 20'     |
| KP               | 98 | Nyéki Márk Hedvig |     | 90+1'   |
| KP               | 99 | Silye Erik        |     |         |
| Vezetőedző:      |    |                   |     |         |
| Thomas Doll      |    |                   |     |         |

Asszisztensek:

Dr. Varga Zsolt (magyar) (partvonal)

Márkus Tamás (magyar) (partvonal)

Negyedik játékvezető:

Király Krisztián (magyar)